# Ліндсі Вонн
Ліндсі Керолайн Вонн (англ. Lindsey Caroline Vonn, до шлюбу Кілдоу (Kildow)) — американська гірськолижниця, олімпійська чемпіонка та медалістка, дворазова чемпіонка світу. 
Золоту олімпійську медаль та звання олімпійської чемпіонки Вонн виграла у  швидкісному спуску на Ванкуверській олімпіаді 2010 року.
Вонн чотири рази вигравала загальний залік Кубку світу з гірськолижного спорту; у 2008, 2009, 2010 та 2012 роках. Вона вигравала змагання в рамках Кубка світу з гірськолижного спорту в усіх 5-ти дисциплінах, як швидкісних, так і технічних. 

## Виступи на міжнародних змаганнях

### Олімпійські ігри
| Змагання            | Слалом | Гігантський слалом | Швидкісний спуск | Супергігант | Комбінація |
| ------------------- | ------ | ------------------ | ---------------- | ----------- | ---------- |
| Солт-Лейк-Сіті 2002 | 32     |                    |                  |             | 6          |
| Турин 2006          | 14     | DNS                | 8                | 7           | DNF        |
| Ванкувер 2010       | DNF    | DNF                | 1                | 3           | DNF        |